# Diritti LGBT in Thailandia
La Thailandia è uno dei paesi del Sud-est asiatico più tolleranti nei confronti dell'omosessualità, sia maschile sia femminile: entrambe sono perfettamente legali, anche se le coppie composte da persone dello stesso sesso non hanno ancora le stesse protezioni legali disponibili di quelle eterosessuali.

## Status giuridico
I rapporti omosessuali privati tra adulti consenzienti non mercenari sono stati depenalizzati fin dal 1956; l'età del consenso è fissata per tutti i tipi di rapporto a 16 anni.
A partire dagli anni '90 del secolo scorso, in termini di tematiche LGBT, ha cominciato a verificarsi un cambiamento sempre più favorevole nell'atteggiamento dell'opinione pubblica e nella politica generale del governo: nel 2002 il Ministero della Sanità thailandese ha pubblicamente dichiarato che l'omosessualità non è in alcun caso da considerarsi come un disturbo o una malattia.
Nel 2005 le forze armate hanno tolto il divieto rivolto fino alle persone LGBT di svolgere il servizio militare; prima di tale riforma si seguiva una legge del 1954 che le esentava in quanto affette da un "disturbo mentale". Nel 2007 il governo ha ampliato la definizione di violenza sessuale con la possibilità d'includere come vittime di stupro (compreso quello coniugale) sia le donne sia gli uomini.

## Protezioni legali e costituzionali

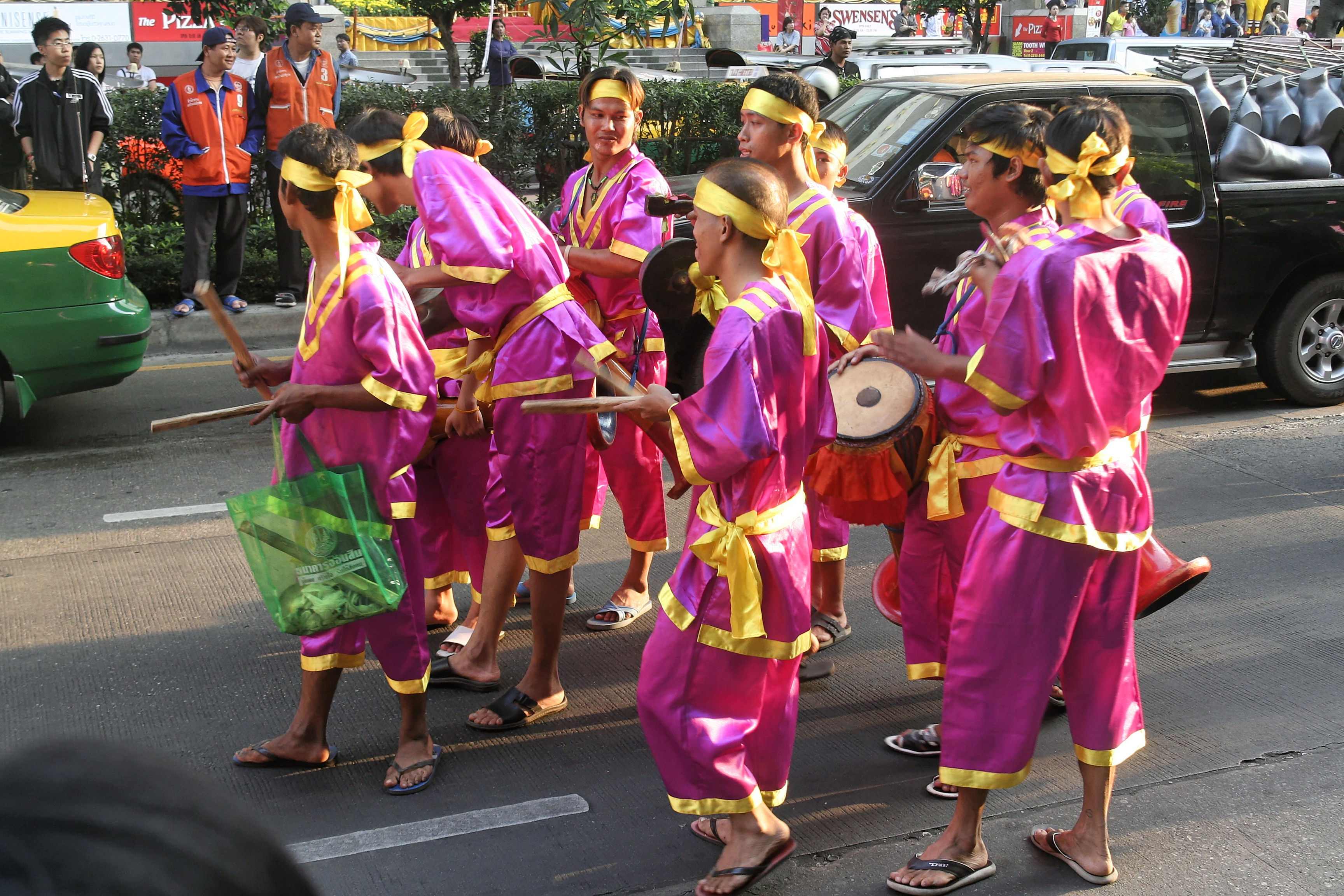
Manifestazione del Pride nel 2006 a Bangkok

Non vi sono ancora leggi, a tutto il 2012, contro i crimini d'odio o favorevoli ai diritti civili, anche se alcuni rapporti ufficiali parlano di discriminazioni o addirittura di sporadici atti di violenza contro le persone LGBT. Alcuni gruppi non governativi buddhisti impediscono a uomini apertamente gay o bisessuali di diventare monaci, ma varie altre associazioni sia pubbliche sia private sono tuttavia impegnate contro le ingiuste discriminazioni basate sull'orientamento sessuale o l'identità di genere.
La tolleranza e l'accettazione di persone transgender sul posto di lavoro tende a esser sempre più alta, grazie anche a programmi televisivi e spettacoli di cabaret a loro favorevoli: un esempio notevole di ciò è rappresentato dal Teatro Alcazar di Pattaya. In altri settori invece, come quello aziendale, scolastico, abitativo, non è stata ancora formalmente studiata alcuna misura riguardante le pari opportunità.
Nessuna delle precedenti costituzioni della nazione prevedeva espressamente il riconoscimento e la tutela delle minoranze sessuali; la nuova Costituzione ha formalmente adottato nel 2007 il principio di rifiutare qualsiasi discriminazione basata sullo 'status personale', assicurando il rispetto delle libertà civili in conformità con la sicurezza dello stato e la moralità pubblica.

## Diritti civili e famiglia
La legge thailandese fino al 2024 non riconosceva né i matrimoni omosessuali né le unioni civili e non era del tutto chiaro se una coppia composta da due persone dello stesso sesso potesse eventualmente avere il permesso di adottare od ottenere l'affidamento di figli avuti da precedenti matrimoni eterosessuali. Nonostante questa mancanza di formale riconoscimento giuridico le coppie omosessuali tendevano a essere pubblicamente accettate senza problemi di sorta, soprattutto nelle zone più urbane, Bangkok, Phuket o Pattaya.
Nel 2011 la commissione nazionale per i diritti umani, un ente governativo, in collaborazione con ONG operanti sul territorio, ha presentato una proposta di progetto di legge per concedere la libertà alle coppie gay di sposarsi legalmente; ciò anche a seguito delle critiche mosse al governo thailandese da parte di Elton John per la mancanza di riconoscimento giuridico di qualsiasi forma d'unione civile.
A partire dal dicembre 2012 era in corso di elaborazione, da parte di un comitato ufficiale governativo, di una legislazione che dia pieno riconoscimento legale alle coppie omosessuali; l'8 febbraio 2013 si è tenuta la prima udienza pubblica riguardante il disegno di legge elaborato dalla commissione parlamentare per gli affari legali a favore delle unioni omosessuali, e che avrebbe voluto prendere a modello la legge sul matrimonio gay già esistente nel Regno Unito.
Nel 2024 è stata approvata la legge in Parlamento per permettere il matrimonio egualitario. Dopo la ratifica da parte del re e l’entrata in vigore il 23 gennaio 2025, le coppie omosessuali possono adesso accedere al matrimonio e a tutti i diritti concessi alle coppie eterosessuali. È stata modificata la parte della Costituzione che trattava del matrimonio, adesso inteso come un atto tra due “individui”. Nei documenti ufficiali saranno utilizzati termini neutri per evitare le definizioni di “sposo” e “sposa”.

## Vita della comunità LGBT

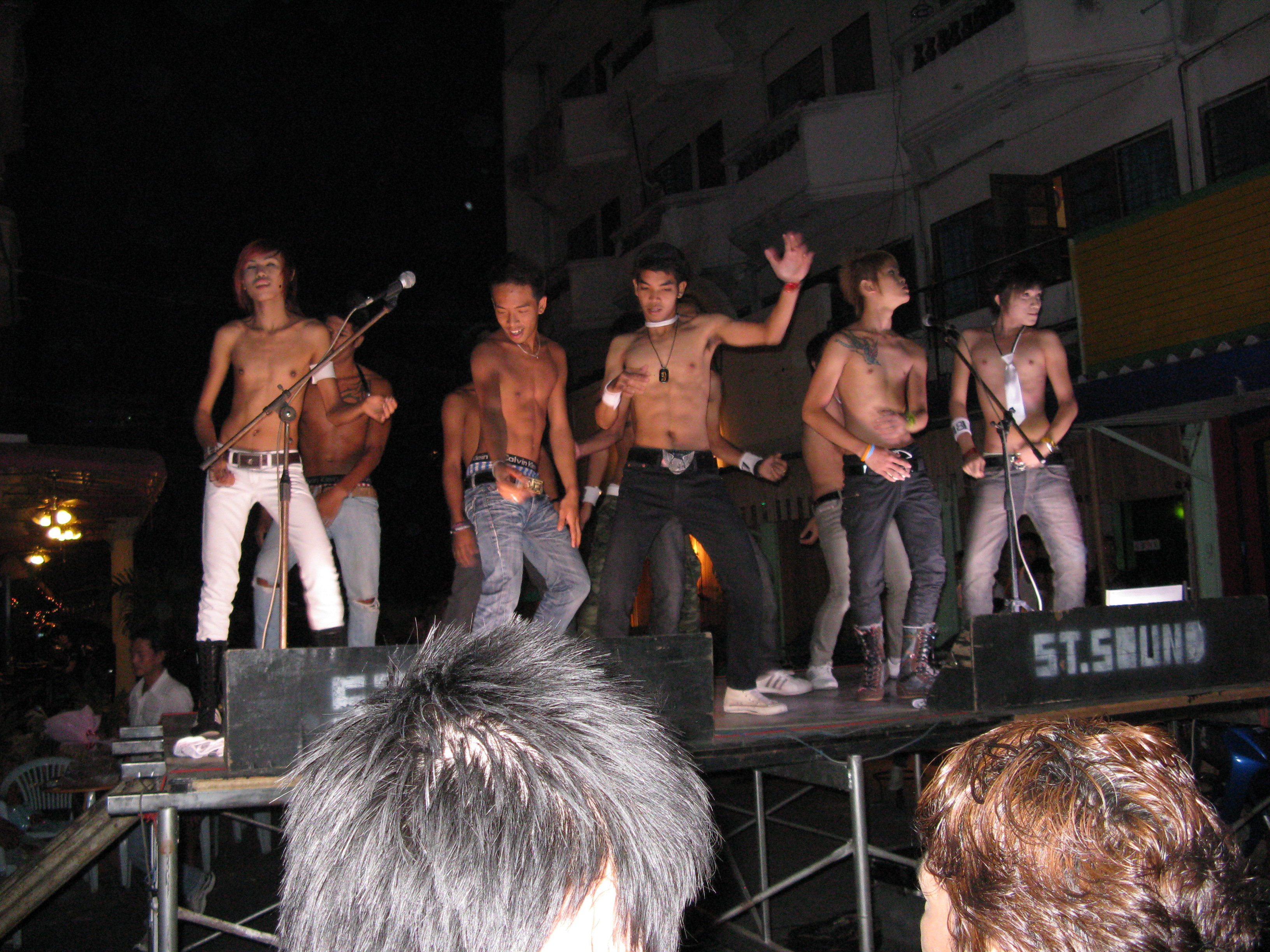
Night party maschile a Pattaya

La Thailandia ha da lungo tempo una reputazione d'ampia tolleranza e liberalità nei confronti della libera espressione sessuale, esiste una notevole varietà di bar e locali notturni espressamente rivolti a una clientela gay, mentre la prima rivista che si occupava di tematiche LGBT ha cominciato le sue pubblicazione già nel 1983. Almeno fino al 1989 però, pur non esistendo alcuna repressione diretta esisteva ancora in quasi tutti gli strati della popolazione una sottile negazione, attraverso l'invisibilità e la mancanza di consapevolezza sociale sulle persone omosessuali; anche se la maggioranza delle persone riconoscevano l'esistenza dell'omosessualità senza problemi, non vi era ancora piena comprensione della nozione di diritti civili per gay e lesbiche.
Le cose hanno lentamente cominciato a cambiare a partire dagli anni '90 del XX secolo anche grazie a eventi pubblici come la manifestazione del Gay pride e relativo Festival, il quale si è svolto con regolarità a cadenza annuale fino al 2007, quando a causa di controversie interne alla comunità LGBT e per problemi di finanziamenti se ne è dovuta interrompere la tradizione.
I transessuali sono abbastanza comuni all'interno degli spettacoli televisivi d'intrattenimento popolare, durante i concerti e all'interno di locali e discoteche: nel 2007 l'Assemblea nazionale ha discusso e poi approvato la proposta di consentire alle persone transgender di cambiare legalmente nome a seguito dell'operazione di cambio del sesso. Kathoey è il nome di dato alle persone transessuali che lavorano all'interno del mondo dello spettacolo.

## Media e censura

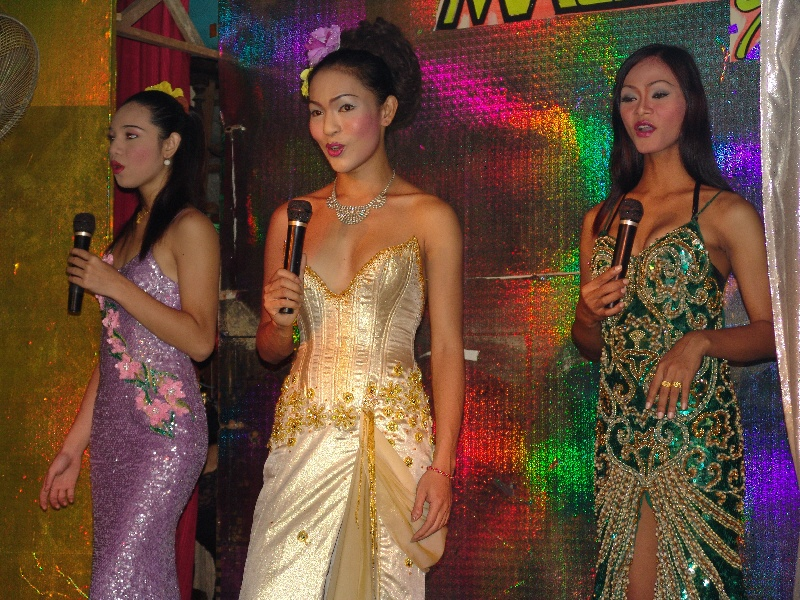
Un'attrice transessuale thailandese Kathoey durante una delle sue esibizioni

Fin dagli anni '80 molte pubblicazioni a tema LGBT sono disponibili in Thailandia, mentre è almeno dagli anni '70 che al cinema e in televisione abbondano personaggi LGBT, seppur quasi sempre con risvolti comici; mentre è dalla metà degli anni '90 che se ne è cominciato a dare un aspetto più equilibrato e profondo (vedi ad esempio il film Beautiful Boxer).
La censura vigente nel paese eminentemente rivolta alla protezione della sicurezza dello stato e all'immagine pubblica della religione buddhista e della monarchia regnante. Pur essendo illegale la pornografia un'ampia gamma di giocattoli sessuali vengono liberamente commercializzati, tanto che nel 2010 il primo sexy shop in stile occidentale è stato aperto nella capitale Bangkok.
L'ex primo ministro Thaksin Shinawatra aveva a suo tempo lanciato una campagna anti-pornografia, che era stata spesso utilizzata per sequestrare o vietare molte riviste gay; in seguito la politica governativa si è fatta decisamente più liberale nei confronti delle pubblicazioni a tematica LGBT.

## Rappresentazioni nella filmografia

### Cinema
La Thailandia è tra i paesi asiatici, dopo il Giappone e assieme alle Filippine, uno di quelli che maggiormente hanno raccontato tramite la sua cinematografia, apertamente e senza inibizioni, le condizioni di vita e la realtà quotidiana degli omosessuali maschi, ma soprattutto dei transessuali. Tra i film che dall'inizio degli anni 2000 hanno riscosso un maggior riscontro di critica e pubblico ci sono:
- 2000: The Iron Ladies
- 2001: Jan Dara
- 2002: Saving Private Tootsie
- 2003: Sayew
- 2003: Beautiful Boxer
- 2003: The Iron Ladies 2: Before and After (Satree lek 2)
- 2003: Cheerleader Queens (I'm Lady)
- 2003: The Adventure of Iron Pussy (Hua jai tor ra nong)
- 2004: Down the River
- 2004: Tropical Malady
- 2005: Rainbow (Right Be Me)
- 2006: Metrosexual
- 2006: Silom Soi 2
- 2007: Bangkok Love Story
- 2007: The Love of Siam
- 2007: Ghost Station
- 2007: Haunting Me (Ho Taeo Taek)
- 2007: Kung Fu Tootsie
- 2007: Me... Myself (Khaw hai rak jong jaroen)
- 2007: Pleasure Factory (Kuaile Gongchang)
- 2009: Boring Love
- 2010: Yes or No (Yak Rak Ko Rak Loei)
- 2014: My Bromance (Phi Chai My Bromance)
- 2015: The Blue Hour (Onthakan)
- 2015: Water Boyy

### Televisione
Diverse sono le serie televisive prodotte in Thailandia interamente incentrate su protagonisti, soprattutto adolescenti o giovani adulti, che scoprono di essere innamorati di ragazzi dello stesso sesso, cosiddette Boy Love; tra le più famose (con coppie omosessuali come elemento assolutamente protagonista) vi sono:
- Love Sick: The Series - Rak wun wai run saep (2014-2015)
- Make It Right: The Series - Rak ok doen (2016-2017)
- Run phi Secret Love (2016-2017)
- SOTUS: The Series - Phi wak tua rai kap nai pi nueng e SOTUS S: The Series (2016-2017 e 2017-2018)
- My Bromance - Phichai: The Series (2016-2017)
- Together with Me e Together With Me - The Next Chapter (2017 e 2018)
- 2gether: The Series (2020)
- Bad Buddy (2021)
- Not Me (2021)

## Tabella riassuntiva
| Attività e relazioni sessuali legali                                                  | (dal 1956) |
| Parità dell'età di consenso                                                           | (dal 1997) |
| Leggi anti-discriminazione sul lavoro                                                 | (dal 2015) |
| Leggi anti-discriminazione nella fornitura di beni e servizi                          | (dal 2015) |
| Leggi anti-discriminazione in tutti gli altri settori (incluse le espressioni d'odio) | (dal 2015) |
| Matrimonio egualitario                                                                | (dal 2024) |
| Step-child adoption                                                                   | (dal 2024) |
| Adozione                                                                              | (dal 2024) |
| Autorizzazione a prestare servizio nelle forze armate                                 | (dal 2005) |
| Diritto di cambiare fisicamente sesso                                                 | Si         |
| Diritto di cambiare anagraficamente sesso                                             | (dal 2007) |
| Accesso alla fecondazione in vitro per le lesbiche                                    | Si         |
| Surrogazione di maternità                                                             | No         |
| Permesso di donare il sangue                                                          | No         |